# Samoeilovo (Dobritsj)
Samoeilovo (Bulgaars: Самуилово) is een dorp in de Bulgaarse gemeente Dobritsjka, oblast Dobritsj. Het dorp ligt hemelsbreed 15 km ten zuidwesten van de regionale hoofdstad Dobritsj en 363 km ten noordoosten van Sofia.

## Bevolking
In het begin van de negentiende eeuw werd het dorp voornamelijk bewoond door etnische Turken en Tataren. In 1874 werden er 174 inwoners geteld, waarvan 4 Bulgaren, 79 Turken en Gagaoezen, 78 Tataren en 13 zigeuners. Bij de volkstelling in 1880 telde het dorp 375 inwoners, waarvan 7 Bulgaren, 242 Turken en 126 Tataren. In 1890 was de bevolking van het dorp gegroeid tot 420 mensen, waarvan 91 Bulgaren, 125 Turken, 178 Tataren en 28 zigeuners. Dit aantal groeide in 1910 naar 98 huishoudens en 475 personen, waarvan 123 Bulgaren. Het inwonersaantal bereikte in 1946 een maximum van 527 personen. Sindsdien heeft het dorp te kampen met een intensieve bevolkingskrimp. Op 31 december 2019 werd een dieptepunt van 98 personen geregistreerd.
|  |

| Etnische samenstelling van de respondenten (2011) | Etnische samenstelling van de respondenten (2011) | Etnische samenstelling van de respondenten (2011) | Etnische samenstelling van de respondenten (2011) | Etnische samenstelling van de respondenten (2011) |
| ------------------------------------------------- | ------------------------------------------------- | ------------------------------------------------- | ------------------------------------------------- | ------------------------------------------------- |
|                                                   |                                                   |                                                   |                                                   |                                                   |
| Bulgaren                                          | Bulgaren                                          |                                                   | 52,5%                                             | 52,5%                                             |
| Turken                                            | Turken                                            |                                                   | 28,0%                                             | 28,0%                                             |
| Roma                                              | Roma                                              |                                                   | 15,3%                                             | 15,3%                                             |
| Anders/Onbekend                                   | Anders/Onbekend                                   |                                                   | 4,2%                                              | 4,2%                                              |